# Diego Barcelos
Diego de Lima Barcelos (Porto Alegre, 5 aprile 1985) è un ex calciatore brasiliano, di ruolo centrocampista. È il fratello gemello del calciatore Diogo Barcelos.

## Caratteristiche tecniche
È un trequartista.

## Carriera

### Club
Ha esordito in Primeira Liga il 30 gennaio 2010 disputando con il Nacional l'incontro perso 4-0 contro il Porto.

### Nazionale
Con la nazionale Under-20 brasiliana ha disputato il campionato sudamericano Under-20 2005 concluso al secondo posto.

## Palmarès

### Club

#### Competizioni nazionali
- Segunda Liga: 1

Nacional: 2017-2018